# Marathon van Zürich 2005
De marathon van Zürich 2005 vond plaats op zondag 3 april 2005 in Zürich. Bij de mannen won de Keniaan Stanley Leleito in 2:10.16 en bij de vrouwen won Zwitserse Claudia Oberlin in 2:34.38.
In totaal finishten 5520 atleten de wedstrijd waarvan 968 vrouwen.

## Uitslagen

### Mannen
| rang   | naam            | land | tijd    |
| ------ | --------------- | ---- | ------- |
| Goud   | Stanley Leleito | KEN  | 2:10.16 |
| Zilver | Eric Nzioki     | KEN  | 2:10.33 |
| Brons  | Getuli Bayo     | TAN  | 2:10.44 |
| 4      | Viktor Röthlin  | SUI  | 2:10.59 |
| 5      | Dmitry Burmakin | RUS  | 2:11.19 |
| 6      | Joseph Kadon    | KEN  | 2:11.21 |
| 7      | Tesfaye Eticha  | ETH  | 2:13.23 |
| 8      | Dmytro Osadchy  | UKR  | 2:13.33 |
| 9      | Peter Musioki   | KEN  | 2:14.00 |
| 10     | Philip Muia     | KEN  | 2:15.06 |
| 11     | Marwa Dickson   | TAN  | 2:16.21 |
| 12     | Jonathan Wyatt  | NZL  | 2:16.49 |
| 13     | David Sumukwo   | KEN  | 2:17.39 |
| 14     | Francis Kiprop  | KEN  | 2:18.00 |
| 15     | Disassa Dabessa | ETH  | 2:18.01 |

### Vrouwen
| rang   | naam                  | land | tijd    |
| ------ | --------------------- | ---- | ------- |
| Goud   | Claudia Oberlin       | SUI  | 2:34.38 |
| Zilver | Tsige Worku           | ETH  | 2:38.35 |
| Brons  | Emebet Abossa         | ETH  | 2:39.01 |
| 4      | Angeline Joly         | SUI  | 2:39.24 |
| 5      | Sisay Measo           | ETH  | 2:40.44 |
| 6      | Dorota Ustianowska    | POL  | 2:40.51 |
| 7      | Valentina Poltavska   | UKR  | 2:42.40 |
| 8      | Renata Antropik       | POL  | 2:44.59 |
| 9      | Luzia Schmid          | GER  | 2:47.36 |
| 10     | Radka Churanova       | TCH  | 2:48.28 |
| 11     | Carolina Reiber       | SUI  | 2:52.40 |
| 12     | Katrin Kläsi          | SUI  | 2:54.50 |
| 13     | Ruth Branson          | SUI  | 2:59.09 |
| 14     | Jeannette Dellsperger | SUI  | 2:59.13 |
| 15     | Jacqueline Ruëgger    | SUI  | 3:00.54 |

2003 ·
2004 ·
2005 ·
2006 ·
2007 ·
2008 ·
2009 ·
2010 ·
2011 ·
2012 ·
2013 ·
2014 ·
2015 ·
2016 ·
2017